# Genç Parti
Die Junge Partei (tr. Genç Parti, kurz GP) ist eine türkische nationalistische Partei.
Sie wurde am 10. Juli 2002 vom Medienunternehmer Cem Uzan gegründet. Die Partei der Wiedergeburt (YDP) löste sich daraufhin auf und trat geschlossen der Jungen Partei bei. Bereits bei den Parlamentswahlen vom 3. November 2002 konnte die Junge Partei 7,25 Prozent der Stimmen auf sich vereinen, scheiterte damit aber an der gültigen 10-Prozent-Hürde.
Dem Parteivorsitzenden Cem Uzan wird vorgeworfen, er verfolge mit Gründung der Partei einzig das Ziel der politischen Immunität.